# Richard Gough (Fußballspieler, 1962)
Charles Richard Gough (* 5. April 1962 in Stockholm) ist ein ehemaliger schottischer Fußballspieler. Als zunächst rechter Außenverteidiger und späterer Innenverteidiger gewann er zum Ende der 1980er- und in den 1990er-Jahren mit den Glasgow Rangers neun schottische Meisterschaften in Serie und bestritt zwischen 1983 und 1993 insgesamt 61 Länderspiele für die „Bravehearts“.

## Sportlicher Werdegang
Richard Gough wurde als Sohn des schottischen Ex-Fußballers Charlie Gough und einer Schwedin in Stockholm geboren und wuchs größtenteils in Südafrika auf. An der dortigen Wits University in Johannesburg reiften seine Fußballspielerfähigkeiten und so bemühte er sich früh, in Großbritannien eine Profisportlerkarriere zu beginnen. Ein Probetraining bei dem schottischen Spitzenverein Glasgow Rangers brachte aber nicht das gewünschte Resultat und so sah es danach aus, als sollte er bei Charlton Athletic – wo auch sein Vater schon gespielt hatte – unterkommen. Dazu kam es ebenso wenig; stattdessen unterzeichnete er 1980 beim aufstrebenden schottischen Klub Dundee United seinen ersten Profivertrag.
Zu Beginn seiner Laufbahn war Gough noch nicht der später oft gerühmte „Turm in der Schlacht“ in der Innenverteidigung, sondern er bekleidete neben den zentralen Abwehrrecken Paul Hegarty und David Narey die Position des rechten Außenverteidigers – auf der gegenüber liegenden Seite verteidigte Maurice Malpas. Unter Trainer Jim McLean war Gough in der ersten Hälfte der 1980er-Jahre Teil der erfolgreichsten Defensivreihe in der Geschichte von Dundee United; gemeinsam gewann der Klub erstmals im Jahr 1983 überhaupt die schottische Meisterschaft und machte auch in den Europapokal-Wettbewerben auf sich aufmerksam (darunter mit Gough der Einzug ins Halbfinale des Europapokals der Landesmeister). Trotz der Achtungserfolge in der sechsjährigen Zeit in Dundee, in der zeitweise die Phalanx der Großklubs aus Glasgow empfindlich gestört werden konnte, fand Gough im Gegensatz zu Hegarty, Narey und Malpas hier nicht sein dauerhaftes Glück. Gough, der während des Jahreswechsels 1981/82 bereits nach einem südafrikanischen Heimaturlaub nicht nach Dundee hatte zurückkehren wollen, sah sich mehr als Innenverteidiger und da er diesbezüglich Hegarty und Narey nicht verdrängen konnte, bat er um eine Transferfreigabe. Für 750.000 Pfund wechselte er schließlich im August 1986 zum englischen Klub Tottenham Hotspur.
Der mehr als einjährige Aufenthalt in London war für Gough kein Fehlschlag. Er führte die „Spurs“ unter Trainer David Pleat 1987 als Kapitän ins Endspiel des FA Cups gegen Coventry City (2:3 n. V.), aber schon im Oktober desselben Jahres zog es ihn zurück nach Schottland, wo er sieben Jahre nach dem Fehlversuch im Probetraining nun doch bei den Glasgow Rangers anheuerte. Bei den „Gers“ war er der erste Millionen-(Pfund)-Transfer in der Vereinsgeschichte und mit dem damit verbundenen Erwartungsdruck kam der kopfball- und zweikampfstärke Gough auf Anhieb gut zurecht. Nach dem Debüt auf der ungeliebten Rechtsverteidigerposition gegen Ex-Klub Dundee United spielte er sich mit seinem ersten Treffer in der Partie gegen den Rivalen Celtic Glasgow in die Herzen der eigenen Anhänger. Unter Trainer Graeme Souness und später Walter Smith gewann Gough in den Jahren 1989 bis 1997 neun schottische Meisterschaften in Serie, was gleichzeitig nur noch den Mannschaftskameraden Ally McCoist und Ian Ferguson gelang. Sieben der neun Titel errang der mannschaftsintern zur unumstrittenen Führungsfigur aufgestiegene Gough nach dem Weggang von Terry Butcher im Jahr 1990 zudem als Kapitän. Höhepunkt dieser an Erfolgen reichen Zeit, die neben den Meistertiteln drei schottische Pokal- und sechs Ligapokalsiege mit sich brachte, war die Triple-Saison 1992/93, in der Gough in aufsehenerregenden Champions-League-Spielen zunächst den „Battle of Britain“ gegen den englischen Meister Leeds United gewann und in der Gruppenphase trotz insgesamt zehn ungeschlagener Spiele im Wettbewerb den Finaleinzug hinter Olympique Marseille knapp verpasste; insgesamt verließen die Rangers in dieser Spielzeit in 44 Spielen in Folge das Feld nicht als Verlierer.

„Die Mannschaft trinkt zusammen und gewinnt zusammen.“

Persönlicher Höhepunkt war für Gough zudem 1989 seine Wahl zu Schottlands Fußballer des Jahres durch die einheimischen Journalisten – drei Jahre zuvor war ihm dieselbe Ehre mittels Auszeichnung der Spielerkollegen bereits zuteilgeworden. Ab 1997 bestritt Gough eine Reihe von Partien in der Major League Soccer (MLS), wobei es ihn erst zu den Kansas City Wizards und ab 1998 zu San José Clash zog. Obwohl er dort zumeist nur in den europäischen Saisonpausen antrat, war er 1997 nach 17 Ligaspielen für die Wizards Teil der All-Star-Mannschaft der MLS. In Glasgow absolvierte er noch eine letzte (mäßig erfolgreiche) Saison 1997/98, bevor er über den Umweg San José und Nottingham Forest (als Leihspieler zwischen März und Mai 1999) zum FC Everton wechselte. In Liverpool spielte Gough unter seinem Ex-Rangers-Trainer und Mentor Walter Smith bis 2001 noch zwei letzte Profijahre, bevor er die aktive Karriere ausklingen ließ.
Ende November 2004 nahm Gough seinen ersten Cheftrainerposten in der höchsten schottischen Liga an und führte den FC Livingston zum Klassenerhalt. Dennoch endete diese Episode im Mai 2005 mit seiner Entlassung, da Unstimmigkeiten mit dem Klubeigentümer hinsichtlich des Transferbudgets entstanden waren. Der schottische Verband SFA belegte den FC Livingston später aufgrund von Unregelmäßigkeiten bei der Verpflichtung des Marokkaners Hassan Kachloul während der Amtszeit von Gough mit einer 15.000-Pfund-Strafe.

## Schottische Nationalmannschaft
Am 30. März 1983 debütierte Gough für Schottland gegen die Schweiz (2:2) im Rahmen eines Europameisterschaftsqualifikationsspiels und an der Seite von Mannschaftskapitän Graeme Souness, der ihn später als Trainer zu den Glasgow Rangers holte. Bis 1993 absolvierte er 61 Länderspiele – acht davon als Kapitän – und Gough war bei drei Endrundenturnieren vertreten (zwei Weltmeisterschaften (1986 in Mexiko, 1990 in Italien) und eine Europameisterschaft (1992 in Schweden)), die jedoch sämtlich bereits in der ersten Gruppenphase endeten.
Nach kritischen Bemerkungen in Richtung des Trainerteams Andy Roxburgh und Craig Brown endete Goughs Karriere in der schottischen Nationalmannschaft im Jahr 1993 vorzeitig.

## Erfolge/Titel
- Schottische Meisterschaft: 1983, 1989, 1990, 1991, 1992, 1993, 1994, 1995, 1996, 1997
- Schottischer Pokal: 1992, 1993, 1996
- Schottischer Ligapokal: 1981, 1988, 1989, 1991, 1993, 1994, 1997
- Schottlands Fußballer des Jahres: 1986 (Spieler-Wahl), 1989 (Journalisten-Wahl)
- MLS Best XI: 1997